# Stuttgart 21

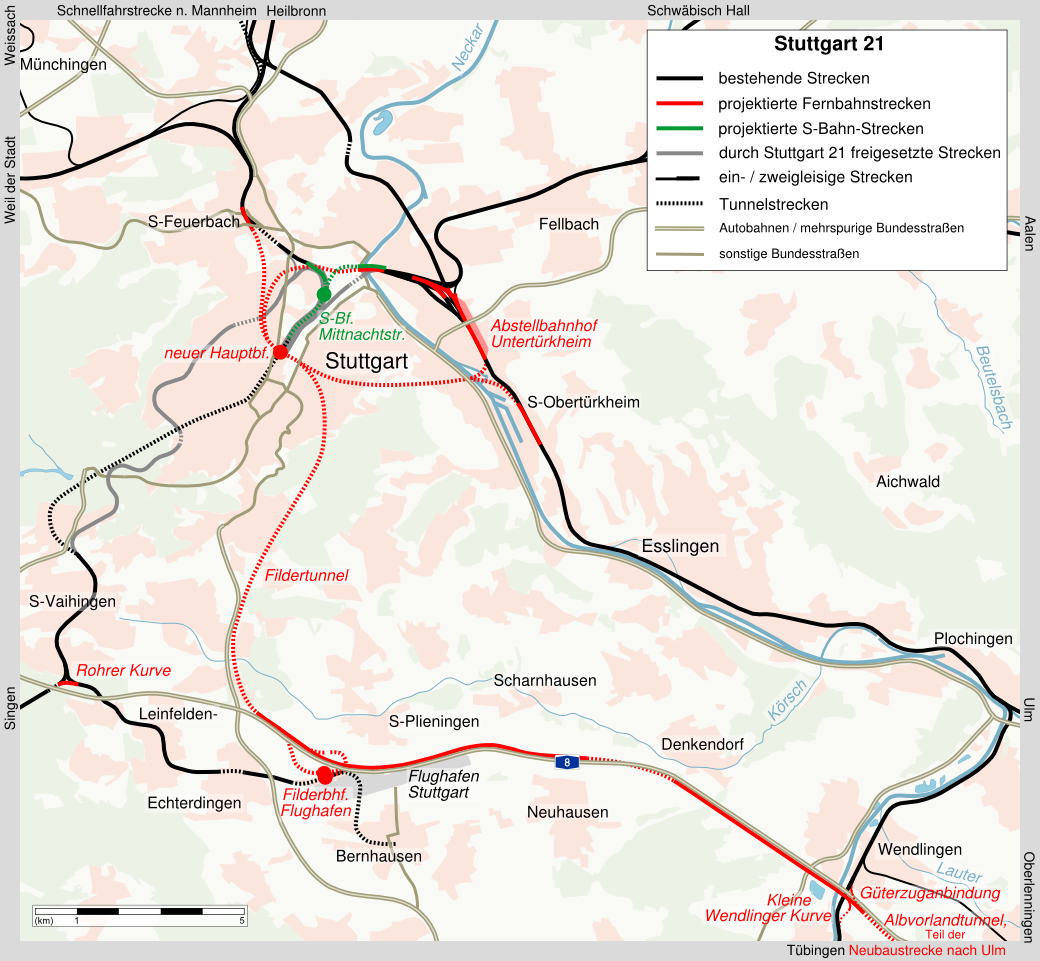
Schéma úprav ve Stuttgartském železničním uzlu. Červeně nově přidané tratě

Stuttgart 21 (někdy také zkratkou S21) je velkým urbanistickým zásahem v centru i celém území hlavního města spolkové země Bádenska–Württemberska Stuttgartu a velkou přestavbou železničního uzlu, při které je k dosavadní síti rozložené v území města připojeno 57 km tratí v dalších koridorech. Zároveň je principiální přestavbou a modernizací hlavního nádraží na stejném místě v centru města, které je měněno z hlavového nádraží na nádraží průjezdné a zčásti převáděno do podzemí.
Spletitost a náročnost projektu je vyvolána nesmírně členitým terénem města Stuttgartu ve více údolích sevřených mezi kopci.

## Historie
První koncept byl představen v dubnu 1994, se stavbou bylo započato 2. února 2010. První úvahy o změnách v uzlu a na hlavním nádraží pochází již z poloviny 80. let.

## Popis

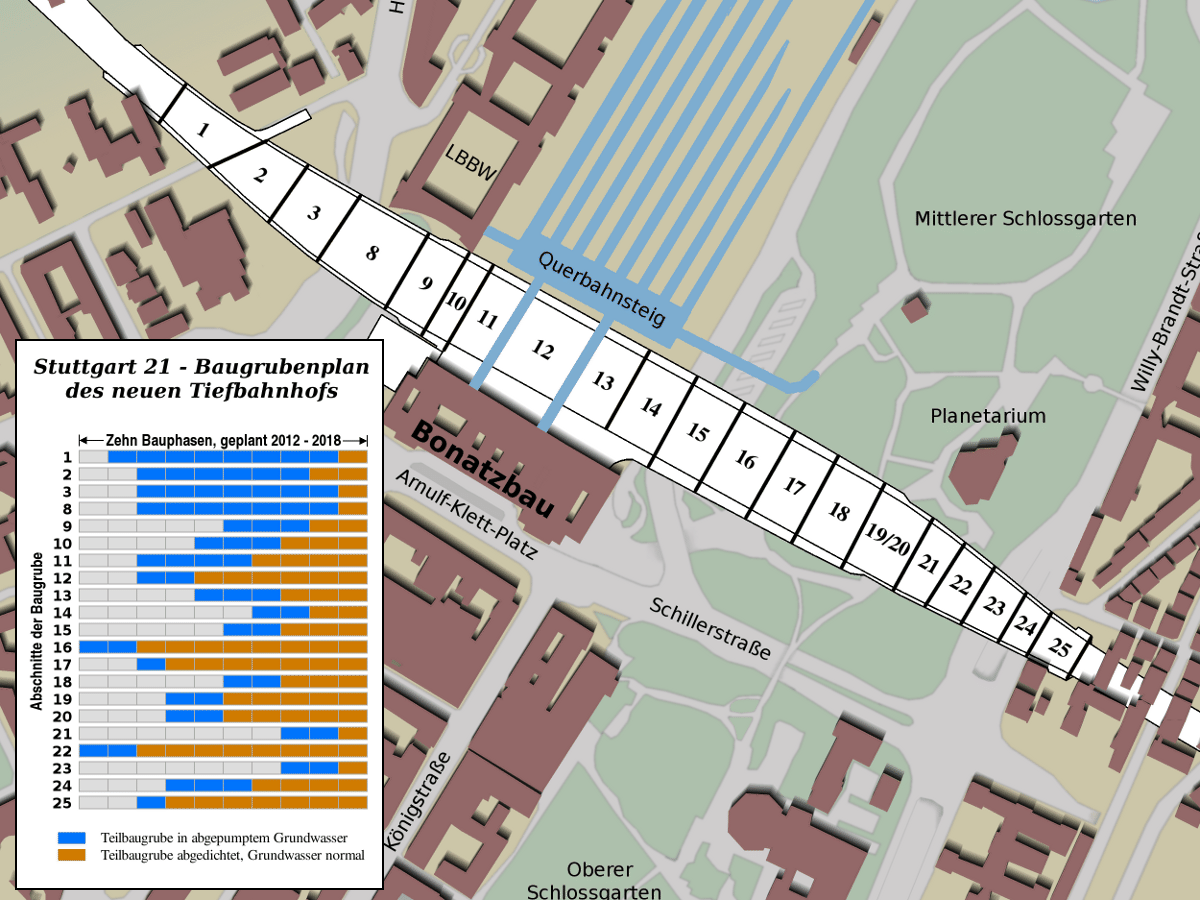
Postavení poloh dosavadního nádraží a nové části

Územím města vedlo doposud několik dálkových i místních tratí. Hlavní větev tratí vede přibližně ve směru od severozápadu (od Mannheimu) k jihovýchodu (směr Ulm), převážně v nivě řeky Neckar.
K této ose se připojují tratě od západu a od východu. Severní část měst je protkána více větvemi. V západní části města areálem Stuttgartu prochází ještě jedna klikatící se trať. Nový koncept přináší přidání další trati, rovněž ve směru severozápad-jihovýchod ale západně od dosavadní tratě, přibližně od stanice S-Feurbach po Wendinger na jihu. Značná část této nové větve vede pod zemí a její součástí je nové (průjezdné) nádraží v místě současného hlavního nádraží.

## Protesty

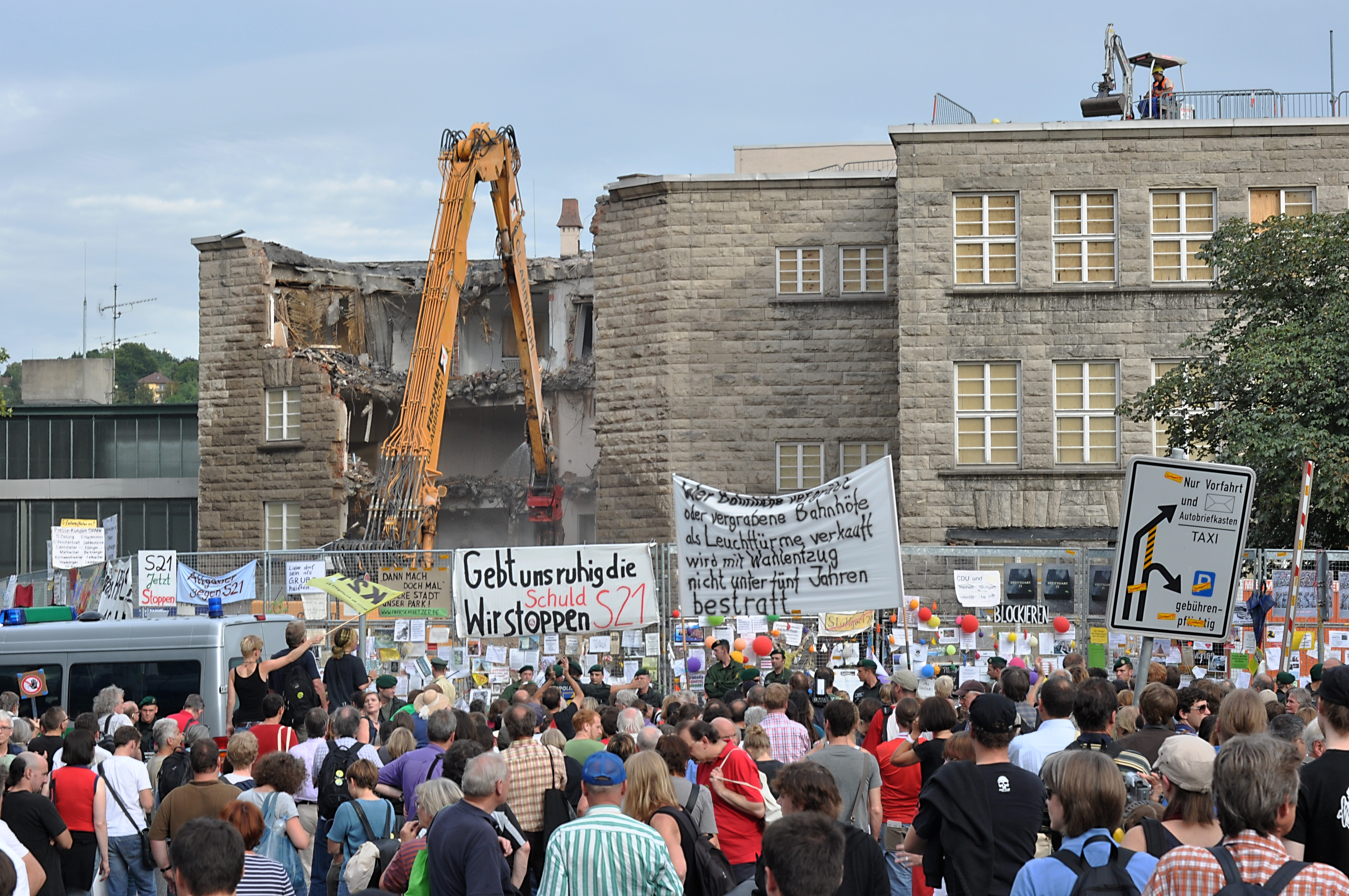
Start demonstrací s počátkem bouracích prací

Gigantický projekt se u obyvatelstva Stuttgartu nesetkával nikdy se vřelým přijetím, protesty byly ale zprvu omezené a nenalezly širokou odezvu. S postupem realizace projektu nespokojenost narůstala, zejména pokud se šířily pověsti a spekulaci s drahými pozemky. Odpor obyvatelstva eskaloval na konci srpna 2010 kdy stavební stroje počaly s bouráním jižního nároží původní nádražní budovy a od 26. srpna pravidelně docházelo k demonstracím nejprve s desetitisícovou účastí, která v průběhu září a října narostla v některých případech až ke čtvrt milionu K demonstracím docházelo i několikrát týdně. Vývoj nakonec vedl k pádu dosavadní koalice v zemské vládě Bádenska–Württemberska a prvnímu převzetí vlády stranou zelených na zemské úrovni. Vynutily si částečnou změnu konceptu, kterou upravilo lidové hlasování v následujícím roce.

## Náklady
Původní náklady byly vyčísleny s poukazem na přesný postup propočtu na 4,5 miliard Euro (cca 121 miliard Kč). Skutečné náklady vzrostly oproti původnímu předpokladu na 6,5 miliard Euro. Růst nákladů byl způsoben částečně i změnou konceptu.